# Хороше (Брагинівська сільська громада)
Хоро́ше — село в Україні, Синельниківському районі Дніпропетровської області, над річкою Самара. Входить до складу Брагинівської сільської громади. Колишній центр Хорошівської сільської ради, та Хорошівської волості. Населення становить 1145 осіб.

## Географія
Село Хороше знаходиться на правому березі річки Самара, вище за течією на відстані 5 км розташоване село Добринька, нижче за течією на відстані 1 км розташоване село Коханівка, на протилежному березі — села Васюківка, Озерне і Лугове.

## Історія
Перша згадка про урочище Хороше, як поселення Самарської паланки, датується 1750 роком. На той час тут було кілька зимівників та хуторів запорізьких козаків. Після ліквідації Запорізької Січі землі з урочищами Хорошим і Добреньким Катерина II-га подарувала поміщику Писемському. Козаків, що жили на зимівниках та хуторах, він переселив 1781 року до новоутвореної слободи — Писемського.
За переписом 1786 року, тут проживало 229 чоловік.
В середині XIX століття ці землі купив князь Щербатов, який перейменував слободу Писемське на село Хороше.
За даними 1859 року Хороше було панським селом. Тут було 143 подвір'я з населенням 1004 осіб
Станом на 1886 рік у слободі мешкало 2673 особи, налічувалось 486 дворів, православна церква, школа, земська поштова станція, 2 лавки, відбувалось 3 ярмарки на рік та базар на свята.
7 (20) листопада 1917 року, відповідно до Третього Універсалу Української Центральної Ради, увійшло до складу Української Народної Республіки.
12 червня 2020 року, відповідно до розпорядження Кабінету Міністрів України № 709-р від «Про визначення адміністративних центрів та затвердження територій територіальних громад Дніпропетровської області», увійшло до складу Брагинівської сільської громади.
19 липня 2020 року, в результаті адміністративно-територіальної реформи та ліквідації  Петропавлівського району, село увійшло до складу новоутвореного Синельниківського району.

## Населення

### Мова
Розподіл населення за рідною мовою за даними перепису 2001 року:
| Мова            | Кількість | Відсоток |
| --------------- | --------- | -------- |
| українська      | 1082      | 94.50%   |
| російська       | 48        | 4.18%    |
| вірменська      | 8         | 0.70%    |
| білоруська      | 1         | 0.09%    |
| румунська       | 1         | 0.09%    |
| словацька       | 1         | 0.09%    |
| інші/не вказали | 4         | 0.35%    |
| Усього          | 1145      | 100%     |

## Економіка
- ТОВ «Еліта».

## Об'єкти соціальної сфери
- Школа.
- Дитячий садочок.
- Будинок культури.
- Музей народної поетеси Карпенко Фросини Андріївни.

## Пам'ятки
- Вінницький колодязь

## Відомі особистості
- Тут народився підпільник ОУН, український поет, політв'язень, бандурист, священик Микола Сарма-Соколовський.
- Карпенко Фросина Андріївна — українська народна поетеса.
- Жулай Євген Лаврентійович (1939—2012) — професор, завідувач кафедрою Національного Аграрного Університету. Автор ряду книг, винаходів, підручників з електрифікації сільського господарства, народився в селі Хороше.